# مانو تريغيروس
مانويل تريغيروس مونيوز (بالإسبانية: Manuel Trigueros Muñoz)‏ (مواليد 17 أكتوبر 1991) هو لاعب كرة قدم إسباني يجيد اللعب في مركز خط الوسط , ويلعب أيضًا كلاعب خط وسط مهاجم ولاعب خط وسط مدافع , ويلعب حاليًا لنادي فياريال الإسباني منذ عام 2012.

## بطولات وإنجازات اللاعب

### فياريال
- دوري الدرجة الثانية الإسباني: 2012-2013 - المركز الثاني.
- كأس الإمارات: 2015 - المركز الثاني.

## روابط خارجية
- مانو تريغيروس على موقع الاتحاد الأوربي (الإنجليزية)
- مانو تريغيروس على موقع قاعدة بيانات كرة القدم.إي يو (الإنجليزية)
- مانو تريغيروس على موقع Soccerbase.com (لاعب) (الإنجليزية)
- مانو تريغيروس على موقع Soccerway.com (الإنجليزية)
- مانو تريغيروس على موقع AS.com (الإسبانية)
- Manu Trigueros